# Tariktik-Hornvogel

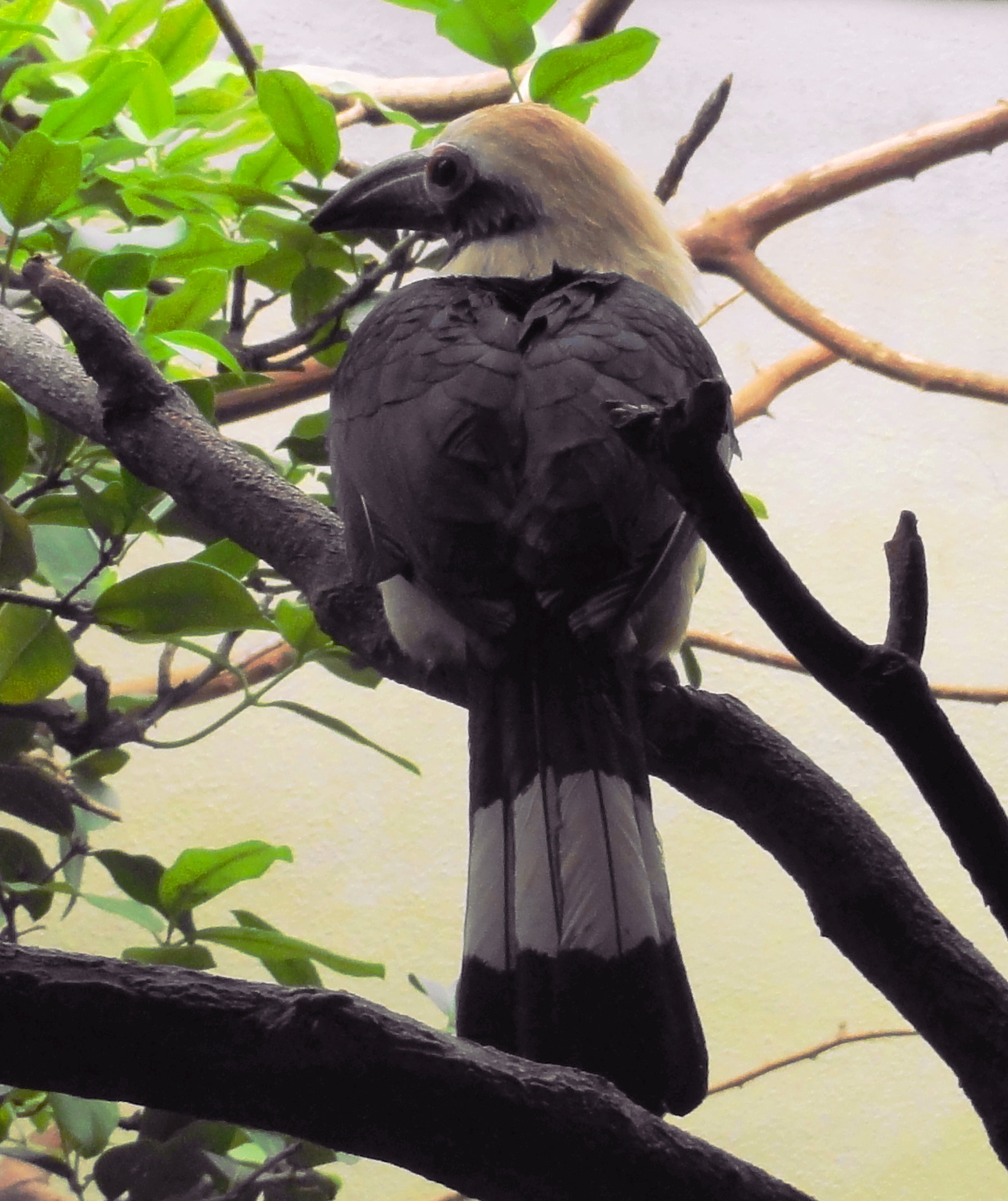

Der Tariktik-Hornvogel (Penelopides panini), auch Palillo-Tariktik-Hornvogel genannt, ist eine Art aus der Familie der Bucerotidae. Sein natürliches Verbreitungsgebiet ist auf einige der philippinischen Inseln begrenzt. Es werden zwei Unterarten unterschieden.
Wie bei vielen asiatischen Nashornvögeln, deren Verbreitung auf Inseln begrenzt ist, geht die Population des Tariktik-Hornvogels in freier Wildbahn stark zurück. Die IUCN stuft die Bestandssituation dieser Nashornvogelart als stark gefährdet (endangered) ein.

## Erscheinungsbild
Tariktik-Hornvögel zählen zu den kleineren Hornvögeln. Die Gesamtkörperlänge beträgt 45 Zentimeter. Die Flügellänge der Männchen beträgt 24,6 bis 27,5 Zentimeter, während die Weibchen eine Flügellänge von 23,6 bis 26,5 Zentimeter haben. Männchen haben auch die größeren Schnäbel und Schweife: Der Schnabel eines durchschnittlichen Männchens ist knapp 11 Zentimeter lang; der Schwanz weist eine Länge von 22 Zentimeter auf. Bei Weibchen beträgt die Schnabellänge im Durchschnitt 9,4 Zentimeter und der Schwanz ist 20,7 Zentimeter lang. Der Geschlechtsdimorphismus ist ausgeprägt.

### Erscheinungsbild des Männchens
Bei den Männchen sind Kopf, Hals und Vorderbrust gelblich weiß. Die Ohrdecken und die Kehle sind schwarz. Die untere Brust, der Bauch und die Schenkel sowie die Oberschwanz- und Unterschwanzdecken sind rötlich braun. Die Körperoberseite sowie die Flügel sind schwarz mit einem metallisch grünen schlimmer. Der Schwanz ist rötlich gelb mit einer schwarzen Endbinde. Der Schnabel ist dunkel hornfarben mit gelben Furchen auf dem Unter- und Oberschnabel. Der nashorntypische Schnabelaufsatz ist ein leicht erhöhter Schnabelfirst, der in der vorderen Hälfte des Schnabels endet. Die unbefiederte Haut rund um das Auge ist weißlich bis fleischfarben. Der nackte Kehlfleck ist schwarz. Die Augen sind rot, die Beine und Füße sind dunkelbraun.

### Erscheinungsbild der Weibchen und Jungvögel
Bei den Weibchen sind auch Kopf, Hals und Vorderbrust sowie Ober- und Unterschwanzdecken anders als beim Männchen schwarz. Die unbefiederte Haut um das Auge ist blass blau. Die Augen sind rot, die Beine und Füße sind schwarz.
Jungvögel haben zunächst ein Gefieder, welches dem des Männchens weitgehend gleicht. Bei ihnen sind allerdings die Oberschwanzdecken braun. Der Schnabel ist kleiner und olivfarben. Junge Weibchen mausern vermutlich ab einem Alter von sechs Monaten in das Gefieder der Weibchen.

## Verbreitungsgebiet, Lebensraum und Bestand
Der Tariktik-Hornvogel ist die einzige Art der kleineren Hornvögel, die auf den westphilippinischen Inseln vorkommt. Zum Verbreitungsgebiet zählen die Inseln Panay, Masbate, Guimaras, Negros, Pan de Azucar, Sicogon und Ticao.
Der Tariktik-Hornvogel bewohnt immergrüne Wälder bis zu einer Höhe von 1000 Meter über dem Meeresspiegel.
Die größte Bedrohung für diese Art ist ein Rückgang des möglichen Lebensraumes. Einige Inseln seines Verbreitungsgebietes wie etwa Mabate und Guimaras sind mittlerweile ihrer Wälder weitgehend beraubt. Dies nimmt dieser Vogelart auch die Möglichkeit, geeignete Reviere zu finden.

## Lebensweise
Tariktik-Hornvögel können gelegentlich in kleinen Gruppen in fruchttragenden Bäumen beobachtet werden. Sie halten sich bevorzugt im unteren Bereich von Bäumen auf und werden häufig an Waldrändern beobachtet. Es gibt vereinzelte Beobachtungen, die beschreiben, dass sie Jagd auf fliegende Ameisen machen.
Über das Balzverhalten ist bis jetzt nichts bekannt. Auch über die Brutgewohnheiten dieser Vogelart gibt es bislang nur wenige Beobachtungen. Wie für Nashornvögel üblich mauert sich das Weibchen bis auf einen schmalen Spalt in einer natürlichen Baumhöhle ein, um zunächst die Eier auszubrüten und später die Jungvögel zu hudern. Die Weibchen mausern, während sie die Eier bebrüten, und sind in dieser Zeit flugunfähig. Das Männchen versorgt sie und später die Jungvögel in dieser Zeit mit Nahrung.

## Systematik
Es werden zwei Unterarten des Tariktik-Hornvogels unterschieden. P. p. ticaensis ist auf der Insel Ticao beheimatet, während die Nominatform P. p. panini auf Panay, Masbate, Guimaras, Negros, Pan de Azúcar und Sicogon vorkommt. P. p. ticaensis ist etwas größer als die Nominatform. Bei dieser Unterart schimmert die Körperoberseite eher grünbläulich.